# Проспект Академика Сахарова (Москва)
Проспе́кт Акаде́мика Са́харова (до 1990 года неофициально назывался Новоки́ровский проспе́кт) — проспект в Центральном административном округе города Москвы на территории Красносельского района.

## Описание
Проспект Академика Сахарова пролегает с юго-запада на северо-восток от Тургеневской площади. Почти сразу от площади справа к нему примыкает Уланский переулок, который далее продолжается практически параллельно проспекту. Потом справа к проспекту примыкает Даев переулок, затем его пересекает Садовая-Спасская улица, часть Садового кольца. Далее проспект продолжается до Докучаева переулка, где он переходит в улицу Маши Порываевой.

## История
Ещё в 1930-х годах стало понятно, что Мясницкая улица не справляется с транспортным потоком. По Генплану 1935 года для разгрузки улицы предусматривалось прорубить параллельный широкий проспект от площади Дзержинского до Комсомольской площади. Так как в то время Мясницкая стала называться улицей Кирова, новый проспект получил проектное название Новокировский (официально это название так и не было присвоено, хотя подписывалось на планах города). Дома, строившиеся в 1930—70-е годы рядом с будущим проспектом, в частности, здание Центросоюза, имели дополнительный фасад на проектируемую магистраль.
Проект прокладки нового проспекта был разработан в 1960-х—1970-х годах авторским коллективом под руководством П. П. Штеллера. В авторский коллектив входили архитекторы В. Нестеров, П. Скокан, Р. Гвоздев, Ю. Африканов, Б. Бодэ, А. Гутнов, инженеры-экономисты Г. Маркус, М. Старосельская, инженеры-транспортники М. Могилянская, Н. Лавров и другие.
К середине 1970-х годов была снесена часть домов, мешавших прокладке проспекта; было решено начать создание проезжей части, а работы завершить к Олимпиаде-80 — однако работы продолжались и после 1980 года. В то же время начали проектировать продление проспекта к центру города, но этот проект не был осуществлён.
В 1980—1986 годах вдоль проспекта было осуществлено строительство комплекса банковских зданий. Фактически строительство шло на улице Маши Порываевой, 300 метров которой в 1990 году стали проспектом Сахарова. Комплекс зданий проектировала мастерская № 4 Моспроекта-2 (руководители — архитекторы Д. Бурдин, В. Нестеров, А. Тальковский). Авторами зданий Международного банка экономического сотрудничества (МБЭС) и Международного инвестиционного банка (МИБ) стали архитекторы той же мастерской — И. Дьяченко, Т. Иткина, Л. Корнышева, А. Львов, С. Фирсов, Д. Бархин, Т. Синявская и другие. В разработке здания Внешторгбанка участвовали архитекторы мастерской № 8 Моспроекта-1 Ю. Кубацкий, Л. Совцова, инженер Г. Зильбер. В центре проспекта планировалось возвести памятник С. М. Кирову.
В 1990 году формально остававшийся безымянным проспект был назван в память о выдающемся физике и общественном деятеле Андрее Сахарове (1921—1989), который родился, работал и умер в Москве. В 1974 году дочь писателя Корнея Чуковского Лидия Чуковская (1907—1996) предсказала появление такого названия, заявив: «Я уверена, хотя и не доживу до этого, что скоро в Москве будет площадь Солженицына (улица Солженицына появилась в Москве в 2009 году) и проспект Сахарова».
В 2010 году на проспекте была установлена мемориальная доска, на которой академик Сахаров упоминается только как создатель «новых видов вооружения». О его общественной и диссидентской деятельности на доске не упомянуто.

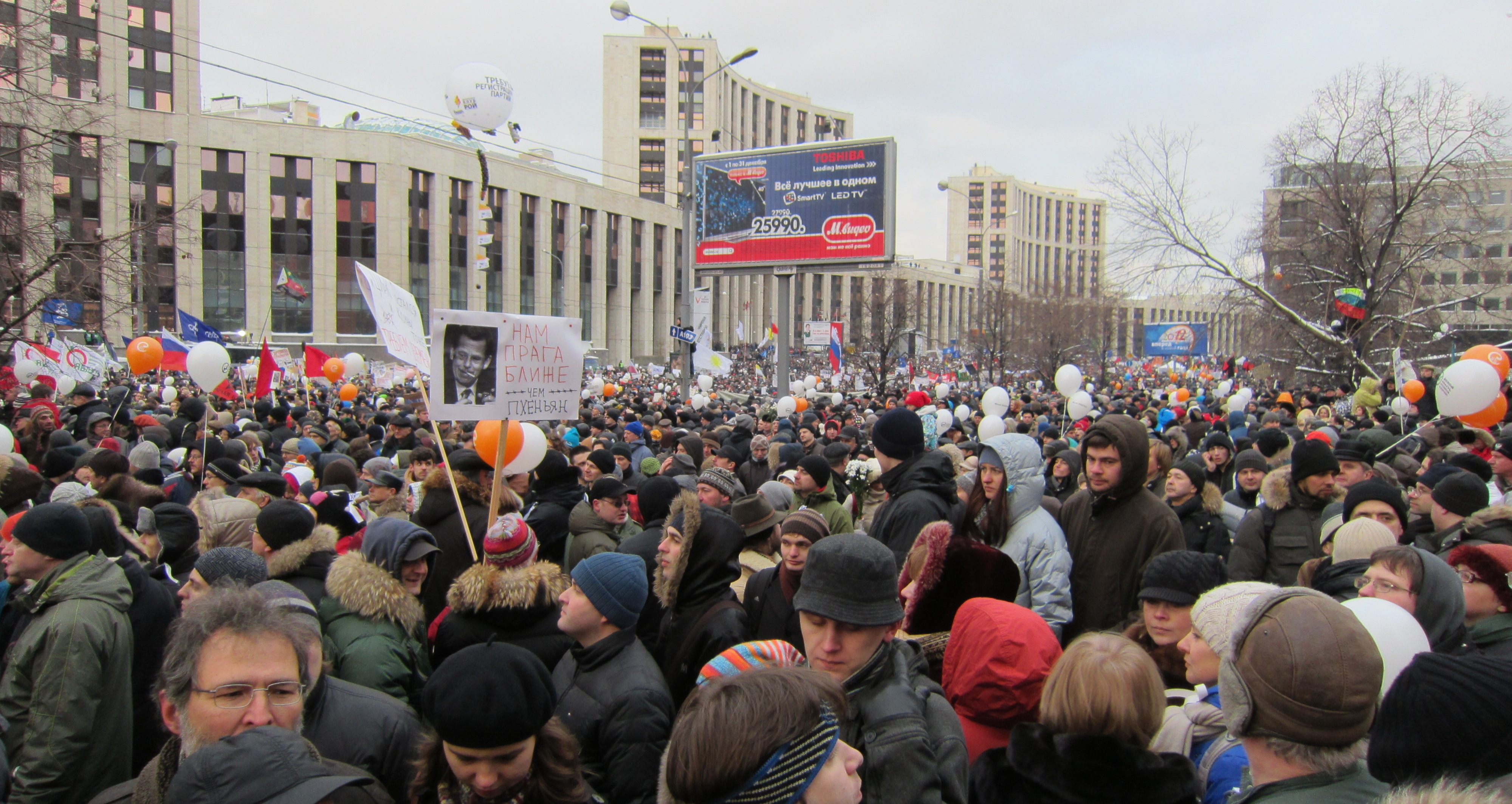
Митинг 24 декабря 2011 года

В 2021 году украинский журналист Виталий Портников заметил: «Проспект есть, но как насмешка над памятью академика. Вот проспект Андропова — это, конечно же, не насмешка, это и есть суть. А проспект Сахарова в городе, где запрещают выставку к 100-летию Сахарова, — это уже какой-то Оруэлл»[значимость факта?].

### Новейшая история

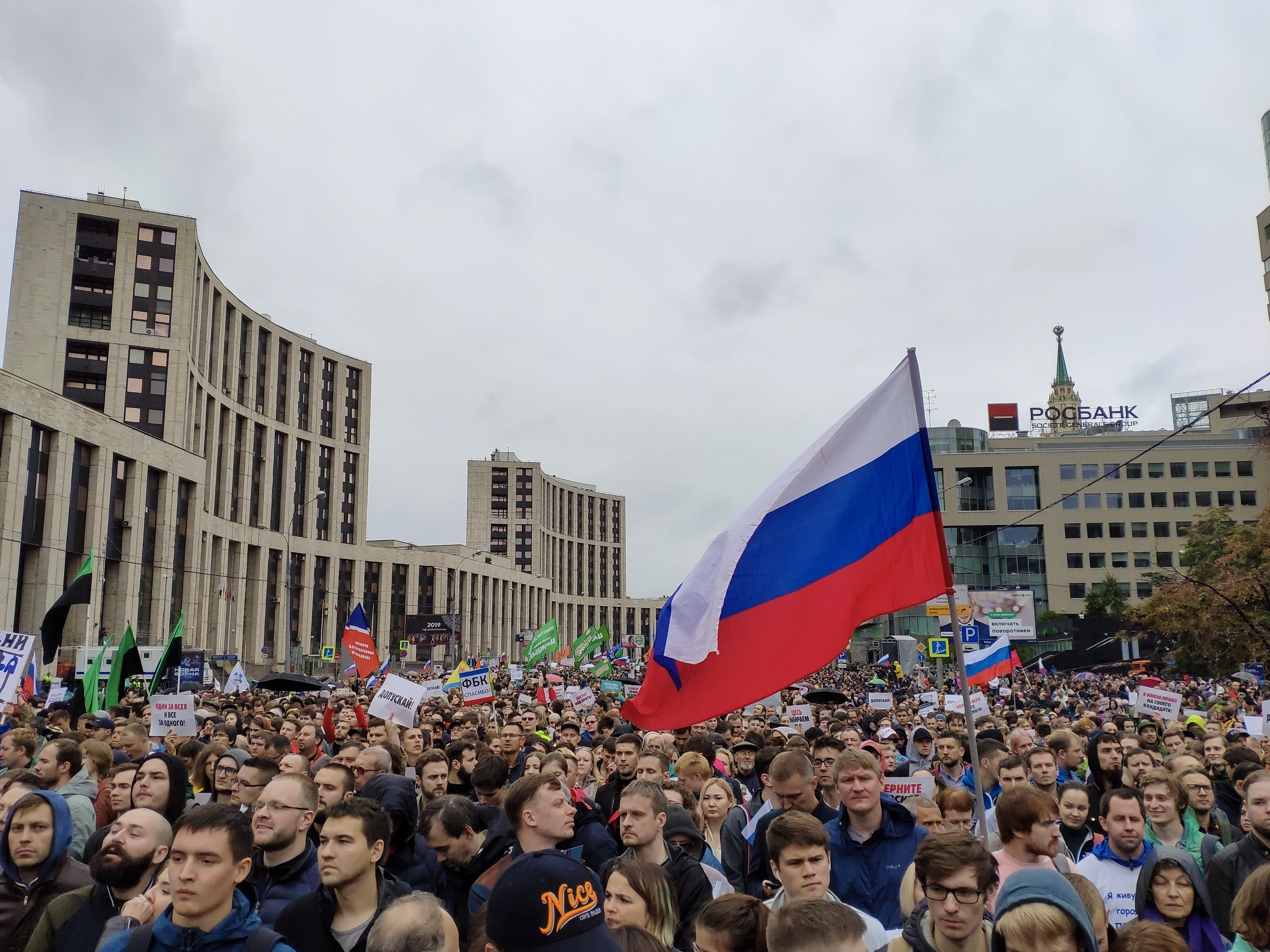
Митинг 10 августа 2019 года

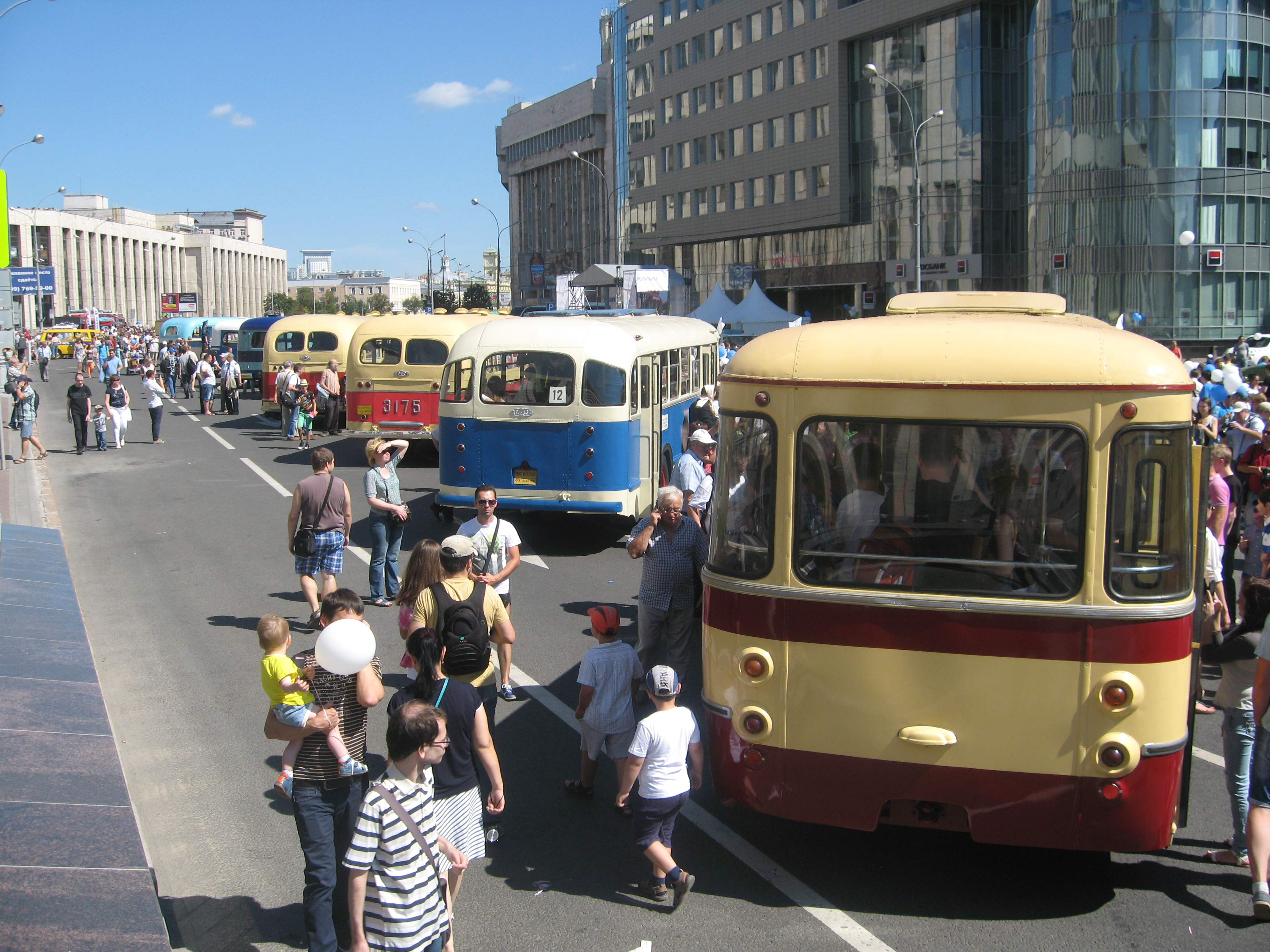
Парад автобусов 8 августа 2015 года, на переднем плане автобус ЛиАЗ-677

В 2010-х годах проспект Сахарова стал одним из центров протестной активности в Москве.
Тут проходили такие акции, как: митинг «За честные выборы» 24 декабря 2011 года, собравший, по разным оценкам, от 30 до 120 тысяч участников; повторные «Марши миллионов» 12 июня и 15 сентября 2012 года; 14 мая 2017 года против реновации в Москве.
Митинги 20 июля и 10 августа 2019 года, за допуск независимых кандидатов в Мосгордуму, по разным данным собрали 20-22 и 49-60 тысяч участников соответственно и стали самыми массовыми в России с 2011—2013 годов.

## Здания и сооружения

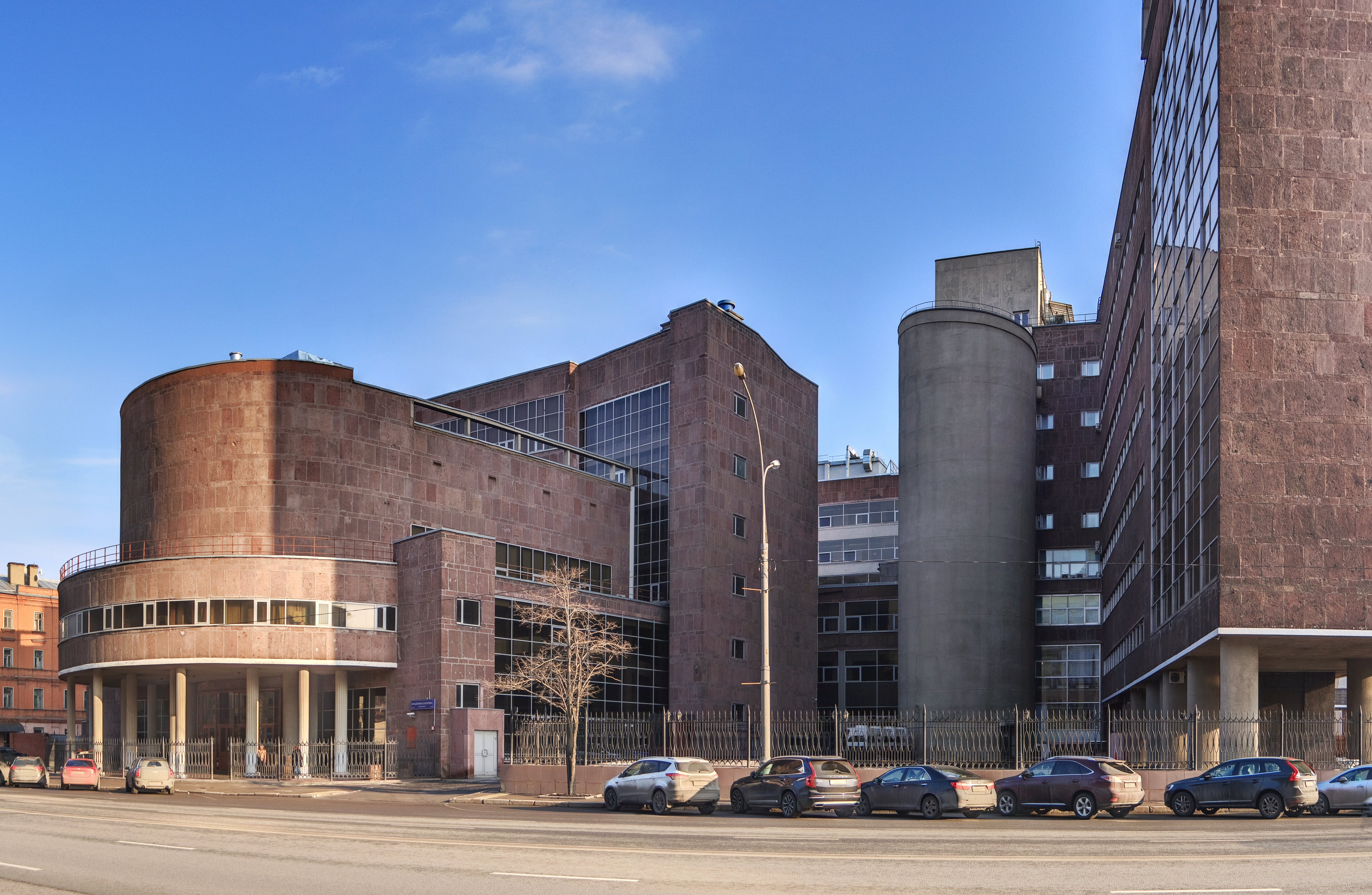
Здание Центросоюза

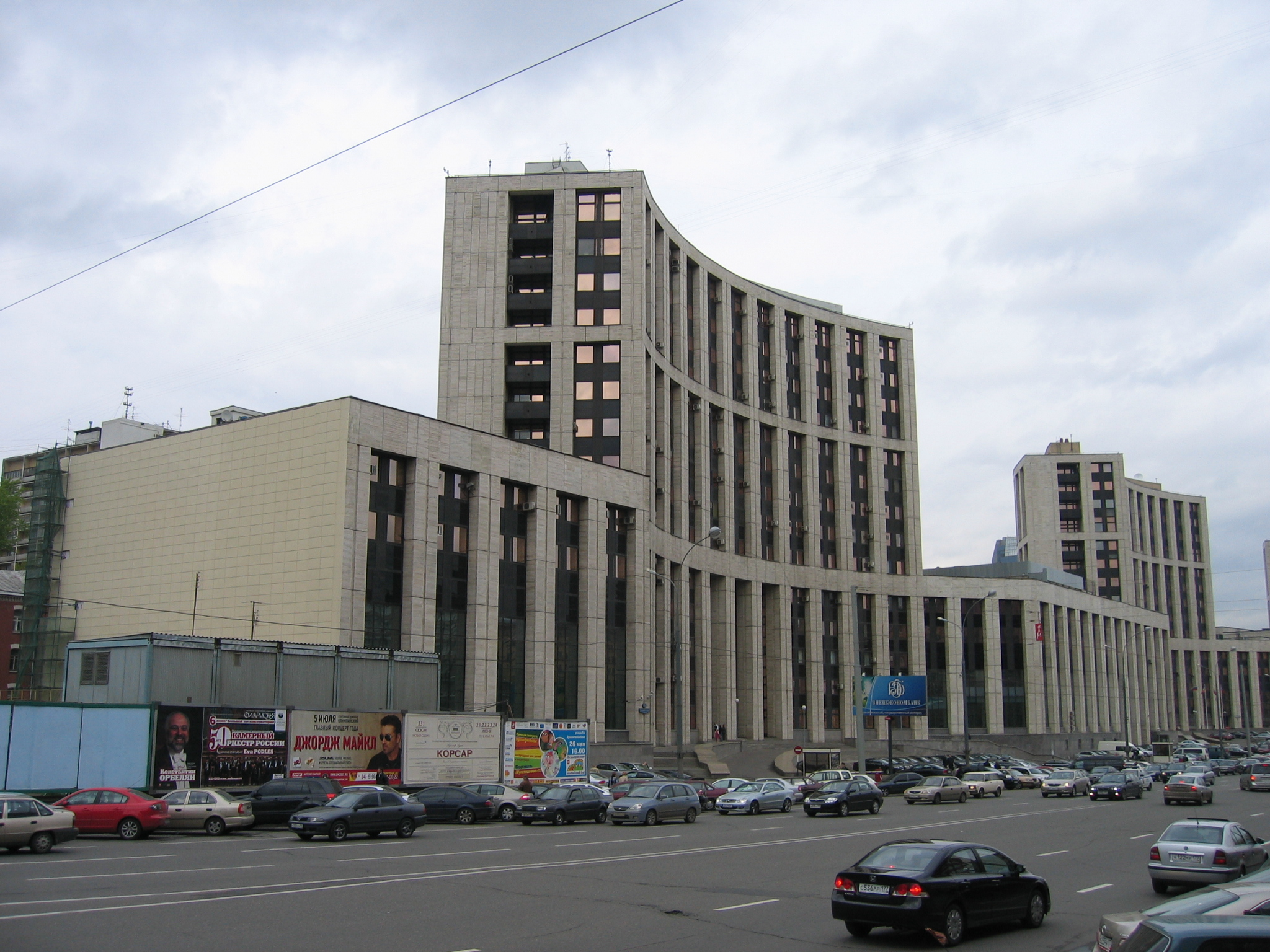
Внешэкономбанк, дом № 9

Нумерация домов начинается от Тургеневской площади.
По нечётной стороне:
- № 9 — здание Внешэкономбанка — единственное здание с нечётным номером находится на участке между Садовой-Спасской улицей и Докучаевым переулком;

Между Тургеневской площадью и Садовой-Спасской улицей находятся здания с нумерацией по Уланскому переулку:
- № 14, корп. Б (между № 16 и 22 по линии улицы) — жилой дом Метростроя (1937)[2].
- № 16 — изначально здание, спроектированное Д. Ф. Фридманом и В. И. Вороновым, предназначалось для размещения Управления Метростроя. В 1935—1936 здание было передано Наркомату оборонной промышленности. В 1939 году дом занял Наркомат (затем Министерство) авиационной промышленности СССР (как и дом № 22)[2].
- № 22 — как и дом № 16, здание строилось для Метростроя (архитекторы Д. Ф. Фридман, В. И. Воронов, Г. Блюм, Г. Сигалин). Здесь планировали разместить общежитие и гостиницу Метростроя. С 1930-х годов здание занимал Наркомат оборонной промышленности, затем Министерство авиационной промышленности СССР. В 1986—1988 годах по проекту мастерской № 2 Моспроекта-2 (руководитель — архитектор Е. Г. Кокорев) к дому сделали пристройку, выходящую фасадом на Садовое кольцо (современный дом № 26)[2].
- «Стена скорби» — мемориал, посвящённый жертвам политических репрессий. Расположен на внутренней стороне Садового кольца на пересечении Садовой-Спасской улицы и проспекта Академика Сахарова. Открыт 30 сентября 2017 года.

По чётной стороне:
- № 37 по Мясницкой улице — Здание Центросоюза (ЦСУ) (1929—1936, арх. Ле Корбюзье, при участии П. Жаннере, Н. Я. Колли).
- № 12 — центральный аппарат партии «Наш дом — Россия» (1995—2004), ныне аналитический центр Правительства РФ.

## Транспорт
По улице не проходит ни один маршрут наземного транспорта. До начала 1990-х годов на отрезке от Садового кольца до Тургеневской площади имелась троллейбусная линия (односторонняя, в сторону центра). В 2016 году был разработан проект строительства трамвайной линии по всей длине проспекта, что позволило бы образовать дополнительную связь между Апаковской и Яузской частями трамвайной сети; проект не был принят к реализации.
В январе 2022 года департамент транспорта и развития дорожно-транспортной инфраструктуры Москвы сообщил о разработке проекта трамвайной линии.[21], ввод которой запланирован на конец 2025 года.